# Estação Fenac
A Estação Fenac é uma das estações do Metrô de Porto Alegre, situada em Novo Hamburgo, entre a Estação Industrial/Tintas Killing e a Estação Novo Hamburgo. Faz parte da Linha 1.
Iniciada em setembro de 2011, a estação foi inaugurada em 30 de janeiro de 2014.

## Localização
Localiza-se no cruzamento da Avenida Nações Unidas com a Rua 3 de Outubro. Atende os bairros de Ideal e Pátria Nova.
A estação recebeu esse nome por estar situada em frente aos pavilhões da FENAC, onde ocorrem feiras, exposições, desfiles e festivais de interesse da população local.

## Rodoviária
Em suas imediações também se localiza a Estação Rodoviária Normélio Stabel, inaugurada em 2003 e que recebe linhas de ônibus intermunicipais, sendo a estação integrada com esta.